# Danske billeder
Danske billeder er en turistfilm fra 1971 instrueret af Lars Brydesen og Claus Ørsted efter manuskript af Klaus Rifbjerg.

## Handling
Danmark og danskere set med Klaus Rifbjergs, Brydesens og Ørsteds øjne. Et til filmen nyskrevet digt af Rifbjerg, fremført af forfatteren selv, understreger filmens kritiske, men indfølende holdning.